# Alnus elliptica
Alnus elliptica là một loài thực vật có hoa trong họ Betulaceae. Loài này được Req. mô tả khoa học đầu tiên năm 1825.